# IC 2283
IC 2283 ist ein Stern im Sternbild Cancer. Das Objekt wurde am 11. Februar 1896 von Stéphane Javelle entdeckt und fälschlicherweise in den Index-Katalog aufgenommen.